# Natilla

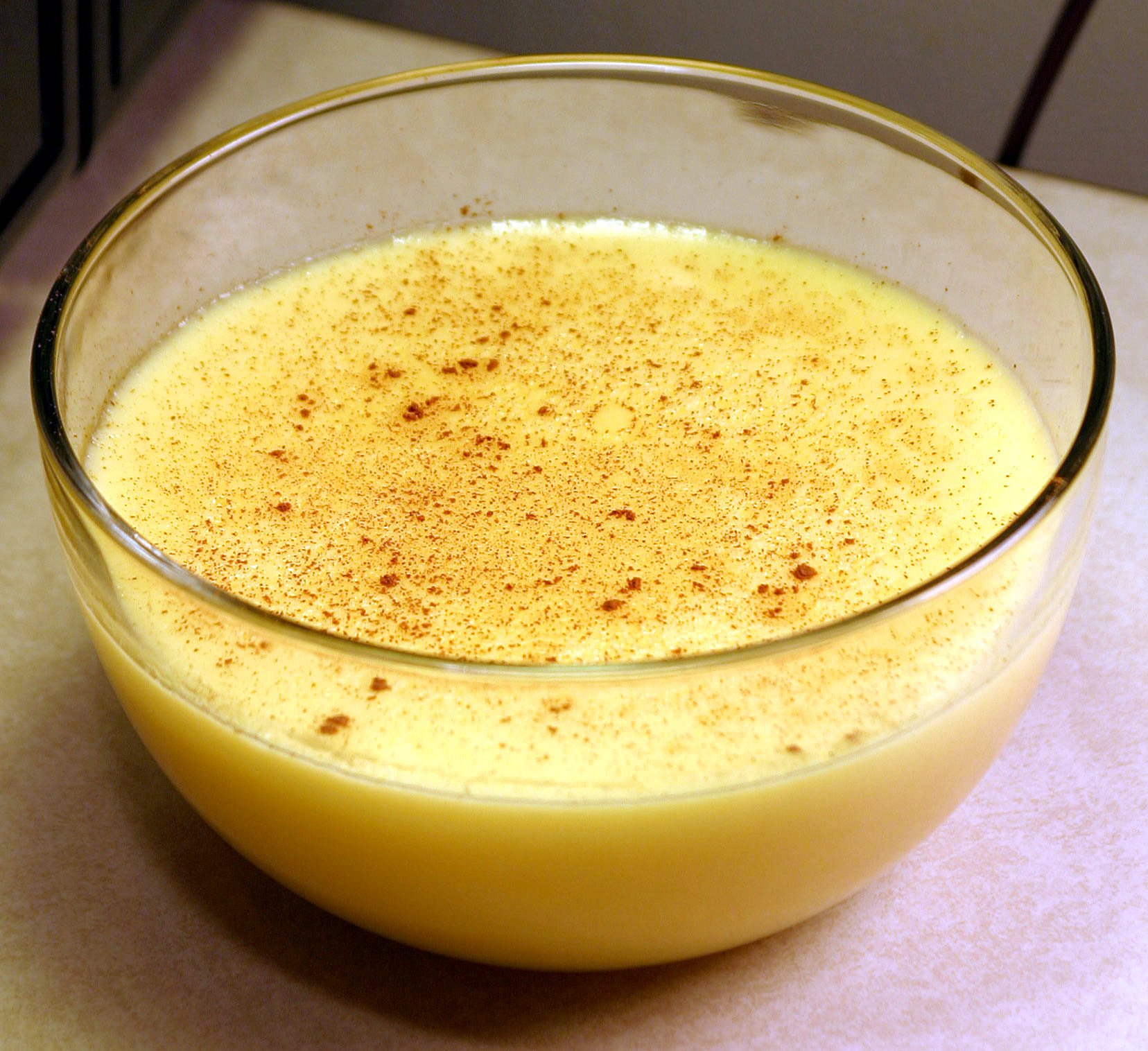
Tigela com natilla

As natillas, ou leite-creme são uma sobremesa tradicional da culinária espanhola feitas à base de leite, gema de ovo, açúcar e aromas tais como baunilha, laranja, limão e canela.
Embora sua origem exata seja desconhecida, seu surgimento é atribuído a conventos [carece de fontes?] ao largo da Europa. Esta teoria apresenta coerência devido à natureza simples do seu preparo, seu baixo custo e ser rica em gorduras e proteínas de origem animal por conter ovos e leite. Por tudo isso, seria um prato ideal para os conventos, onde sempre houve potencialização no desenvolvimento da cozinha doce junto com uma certa cultura de austeridade reforçando a sobriedade no jantar, o que derivou o máximo de aproveitamento dos alimentos e receitas em busca de refeições simples mas nutricionalmente completas.
Outras teorias colocar a sua origem na pastelaria francesa devido à idade de ouro freqüentes de que ele estrelou. Sua notoriedade já começou na época da República Romana fornecer alguma orientação estilo culinário hoje conhecida como cozinha mediterrânica embora, actualmente, não é presença principal na França. A introdução subseqüente de especiarias durante a Idade Média impresso caráter singular agora tem a cozinha livre, mas não foi até o Renascimento, que trouxe o retorno dos prazeres mundanos em todas as áreas da vida diária, fundamental o desenvolvimento de doces, bolos e outras iguarias de pastelaria. Neste momento [carece de fontes?] Criação, entre outros, creme e evolução (adição de canela, baunilha, etc.) durante o século XVIII, em que a França experimentou uma abertura repentina e surpreendente para o mundo é a especulação. [ Carece de fontes?] Tudo isso, juntamente com um espírito liberal recém-nascido, produziu um enriquecimento significativo da mesa e boas maneiras na França revolucionária